# Synthon
Ein Synthon ist ein konzeptioneller Baustein der Retrosynthese-Planung. Das zugrundeliegende Konzept  wurde von E. J. Corey entwickelt.

## Herleitung
Ein Synthon stellt eine strukturelle Einheit innerhalb eines Moleküls dar, dem ein Syntheseschritt zugeordnet werden kann. Die reaktiven Stellen des Synthons werden mit den Buchstaben a für Akzeptor oder d für Donor bezeichnet.

## Beispiel

Retrosynthetische Analyse von Phenylessigsäure

Bei der Syntheseplanung von Phenylessigsäure können durch theoretische Teilung des Zielmoleküls an der PhCH2-/-COOH-Bindung zwei Synthons identifiziert werden: eine nukleophile „-COOH“-Gruppe, und eine elektrophile „PhCH2+“-Gruppe. Die beiden Synthons müssen dabei nicht unbedingt als reale Molekülbruchstücke existieren, doch die synthetischen Äquivalente dieser Synthons können in der Reaktion eingesetzt werden, um zum Zielmolekül zu gelangen. In diesem Fall ist das Cyanid-Anion das −COOH Synthon, während Benzylbromid das synthetische Äquivalent für das Benzyl-Synthon ist.
Die Syntheseroute zu Phenylessigsäure wird durch die Retrosynthese wie folgt bestimmt:

Synthese von Phenylessigsäure durch Retrosynthetische Analyse

{\displaystyle {\ce {PhCH2Br + NaCN -> PhCH2CN + NaBr}}}
{\displaystyle {\ce {PhCH2CN + 2H2O -> PhCH2COOH + NH3}}}

## Beispiele für Synthone
- {\displaystyle {\ce {H-}}}: {\displaystyle {\ce {LiAlH4}}}, {\displaystyle {\ce {NaBH4}}} (d-Synthon)
- {\displaystyle {\ce {R-}}}: {\displaystyle {\ce {R-MgX}}}, {\displaystyle {\ce {R-Li}}} (d-Synthon)
- Carbonsäure: {\displaystyle {\ce {CN-}}} (d-Synthon, Aufarbeitung mit {\displaystyle {\ce {OH-}}})
- C1 Synthone – Kohlendioxid, Kohlenmonoxid, Cyanid
- C2 Synthone – Acetylen, Acetaldehyd
- {\displaystyle {\ce {-C2H4OH}}}-Synthone – Ethylenoxid
- Carbokation Synthone – Alkylhalogenid
- Carbanion Synthone – Grignard-Reagenz, Organolithium-Verbindung, Substituierte Acetylide